# Liga e Tretë
La Liga e Tretë Futbollit të Kosovës (en español, Tercera Liga de Fútbol de Kosovo) es la cuarta división de fútbol de Kosovo y última en sistema de ligas de fútbol del país. Está organizada por la Federación de Fútbol de Kosovo. Fue fundado en 2019 tras aceptar el nuevo formato

## Equipos en la temporada 2024-25

### Grupo A
- KF Bashkimi Krushë e Madhe
- KF Besa Irzniq
- KF Deçani
- KF Dejni
- KF Drini i Bardhë
- KF Dushkaja
- KF Korenica
- KF Lidhja e Prizrenit
- KF Lugu i Baranit
- KF Opoja
- KF Pashtriku
- KF Rilindja e Kosovës
- KF United Boys Gjakova
- KF Xërxa

### Grupo B
- KF Bashkimi Gjilan
- KF Kastrioti Ferizaj
- KF Kosova Prishtinë
- KF Kosovari
- KF Lipjani
- KF Liria Milloshevë
- KF Përparimi Runik
- KF Rinia
- KF Shqiponja
- KF Tefik Çanga
- KF Uniteti
- KF Vjosa

## Sistema de competición
Cuenta con 26 equipos. El torneo se divide en 2 grupos. El sistema se disputa de todos contra todos 2 veces totalizando 26 partidos cada uno. Al final de cada temporada los campeones de cada grupo asciende a la Liga e Parë, mientras que los segundos clasificados de cada grupo jugarán un play-off de promoción contra los 2 penúltimos de la Liga e Dytë.